# Следы в Акавалинке

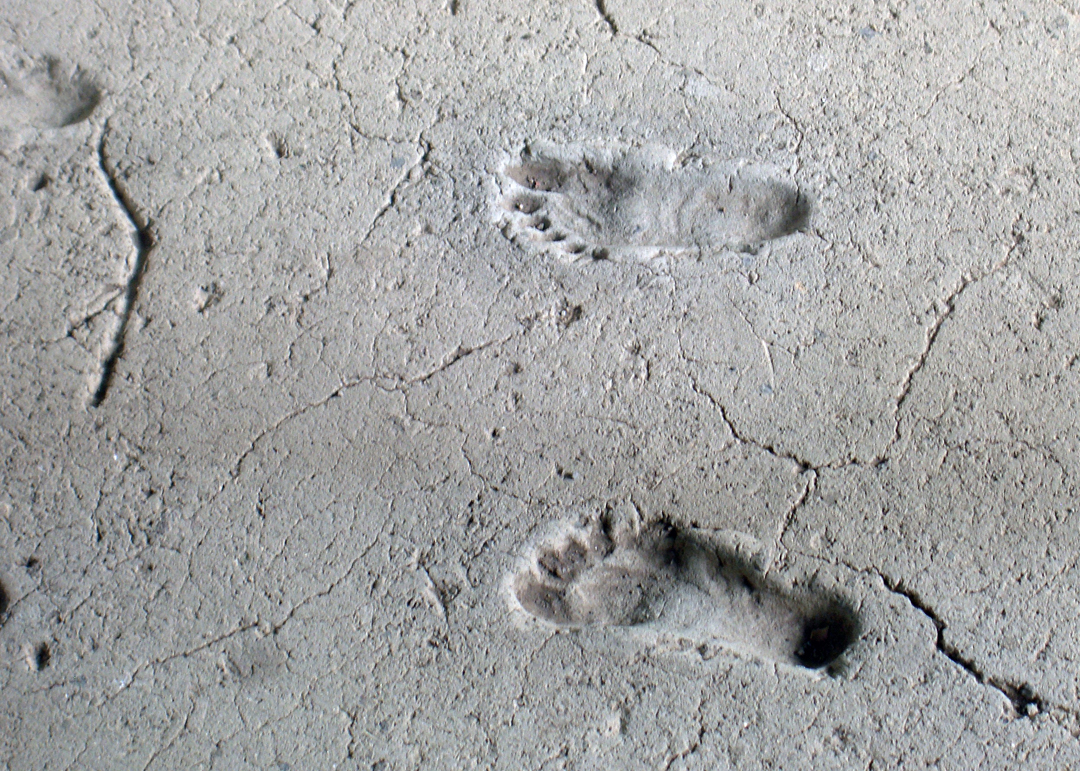

Следы в Акавалинке (оставлены в период между 232 и 8 годами до н. э.) — ископаемые следы, обнаруженные в окрестностях Манагуа (Никарагуа), недалеко от южного берега озера Манагуа (также известно как озеро Холотлан), в районе, известном под названием Эль-Каюсе. Ископаемые следы были оставлены в период позднего голоцена местными жителями в вулканическом пепле и грязи приблизительно (по мнению большинства учёных) 2120 лет назад (± 120 лет), вскоре после того, как здесь прошла группа из пятнадцати человек. Следы тянутся на протяжении 20 м. Следы в Акавалинке — одно из ранних доказательств присутствия доисторического человека на территории современной Никарагуа.
В некоторых источниках указывается, что люди, оставившие эти следы, бежали от извержения вулкана, однако расстояние между следами указывает на спокойный темп их ходьбы. Здесь же были обнаружены следы ряда животных, но тот факт, что они пересекают человеческие следы, доказывает, что эти животные шли не вместе с ними.

## Научный анализ следов
Следы были случайно обнаружены в 1874 году, рабочими, возводившими по соседству здание. Американский врач и коллекционер артефактов Эрл Флинт привлёк внимание международного научного сообщества и средств массовой информации к следам в 1884 году .
Институт Карнеги в Вашингтоне начал первые раскопки и научный анализ под руководством американского археолога Фрэнсиса Б. Ричардсона в 1941 году, а геолог Хоуэлл Уильямс из Университета Калифорнии в 1942 году инициировал строительство музея и здания для защиты следов..
Работа была продолжена Хоакином Матильо, Аланом Л. Брайаном и Хорхе Эспиноса в 60-х и 70-х годах XX века. Алан Л. Брайан из Университета Альберты датировал песок, располагавшийся непосредственно под следами, радиоуглеродным методом, установив его возраст в 6000 лет до настоящего времени с погрешностью в 145 лет.
На основании этой даты было предположено, что следы были оставлены 3000 лет до н. э. Однако позже после изучения вулканических отложений, известных как «тройной слой Масая», на которых были записаны следы, было установлено, что их возраст составляет только 2120 лет (± 120) (между 232 и 8 годами до н. э.). В 1978 году никарагуанский исследователь Хорхе Эспиноса, продолжая раскопки возле границы первоначальной зоны раскопок, открыл несколько новых следов на глубине 4 м. Считается, что следы могут продолжаться и дальше.
Образцы этих следов можно увидеть в Музее археологии и этнологии Пибоди (в Гарвардском университете) и Национальном музее естественной истории США.

## Акавалинский музей
«Музей археологического памятника „Следы в Акавалинке“» расположен на западе Манагуа, в районе поселения Акавалинке. Музей был открыт в 1953 году никарагуанским ученым Леонором Мартинесом, позже в 1989 году, был спасён, восстановлен и поддержан «ASDI» и (с 1980 года) Историческим музеем Швеции. Кроме следов, в музее представлены небольшая коллекция керамики и другие артефакты, представляющие археологический интерес, из нескольких мест в Никарагуа. Ранее там экспонировались каменные орудия и череп из Леон-Вьехо.
Ныне государственной поддержки музею практически не оказывается, а его здание из-за своего возраста находится в аварийном состоянии; из-за повышенной влажности от частых затоплений существование следов, по некоторым оценкам, находится под угрозой, однако Министерство культуры Никарагуа считает, что причин для беспокойства нет.